# Kiss Dániel (atléta)
Kiss Dániel (Budapest, 1982. február 12. –) Európa-bajnoki bronzérmes magyar gátfutó. Az Ikarus Budapest SE versenyzője.

## Sportpályafutása
Első hazai bajnoki érmét 1996-ban szerezte, a 14 éves korosztály 100 méteres gátfutó versenyén elért második hellyel. A saját korosztályában egy év múlva bajnok, 1998-ban 2. volt 100 illetve 110 méter gáton. 1999-ben fedettpályán ifi bajnok volt 60 m gáton. A bydgoszczi serdülő vb-n kiesett a selejtezőben. A következő évben junior bajnok lett. A chilei junior-világbajnokságon 34. volt. 2001-ben junior fedett pályás és szabadtéri bajnok volt. A grossetói junior Eb-n kiesett.
2002-ben a felnőttek között ezüstérmes lett a fedett ob-n. A bécsi fedett pályás Eb-n 20. helyen végzett. Egy év múlva fedettpályán ismét második, szabadtéren bronzérmes, az utánpótláskorúak között bajnok lett. Az U23-as Eb-n az elődöntőben esett ki. 2004-ben felnőtt ezüstérmes és utánpótlás bajnok volt.
Első felnőtt bajnoki aranyát 2005-ben szerezte. Az Universiaden 11. volt. 2006-ban újra magyar bajnok volt. A göteborgi Eb-n hetedik helyezett lett. A következő évben fedett pályás bajnok volt. A birminghami fedett Eb-n elődöntőbe jutott. 2008-ban, 2009-ben felnőtt bajnok volt. A pekingi olimpián 23. helyen végzett. 2009-ben a fedett Eb-re sérülése miatt nem jutott el. A berlini vb-n 13,34 másodperces országos csúccsal jutott az elődöntőbe.
2010 januárjában 7,57 másodperccel Bakos György 25 éves fedett pályás magyar csúcsát döntötte meg. Februárban 1 századmásodperccel ezt is megjavította. A márciusi, dohai fedett pályás vb-n nyolcadik lett. A fedettpályás és a szabadtéri ob-n is aranyérmes lett. Júniusban 13,32 másodpercre javította a szabadtéri magyar rekordot. A barcelonai Eb-n a legjobb idővel jutott a döntőbe, ahol bronzérmet szerzett.
2011 januárjában lábközépcsont műtétje volt. Júniusban teljesítette az olimpiai kiküldetési B-szintet, majd néhány hét múlva, a csapat Európa-bajnokságon az A-szintet is. A 2011-es világbajnokságon lábközépcsont-fájdalmai miatt nem indult. A fájdalmakat a januári műtét során a lábába beültetett implantátum törése okozta. Az augusztus végi, újabb orvosi beavatkozás során baktérium fertőzés érte, melyet újabb műtétek követtek. Emiatt lábadozása hónapokat vett igénybe.
A 2012-es ob-n második lett Baji Balázs mögött. Az Európa-bajnokságon az elődöntőig jutott és a 14. helyen végzett.
A 2012-es londoni olimpián a 110 méteres gátfutás előfutamában 13,62 másodperces idővel hatodik lett és ezzel nem jutott a döntőbe.
A 2014-es atlétikai Európa-bajnokságon a selejtezőben 20. lett és kiesett.
A 2015-ös fedett pályás atlétikai Európa-bajnokságon 21. helyen végzett.

## Díjai, elismerései
- Az év magyar atlétája (2010)

## Tanulmányai
- 2000-2002: SOTE Testnevelési és Sporttudományi kar: sportedző (atlétika)
- 2002-2006: University of Memphis: marketing manager[20]